# 銀狼に孤独をみた
『銀狼に孤独をみた』（ぎんろうにこどくをみた）は、かわぐちかいじによる日本の漫画。笹沢左保の股旅物時代小説「潮来の伊太郎シリーズ」を原作とする。脚色は久保田千太郎。
『週刊漫画TIMES』（芳文社）にて、1975年から1976年にかけて連載された。1986年にグリーンアロー出版社から全4巻で刊行、2007年には宙出版から全3巻で刊行された。

## あらすじ
あこぎなやくざ、牛堀の勘吉一家が仕切っている常陸国行方郡潮来。その潮来に、一匹狼のやくざ、通称“潮来の伊太郎”が帰ってくるという噂がたつ。かつて、伊太郎と恋仲であった茶店の娘・お袖もそれを心待ちにしているが、勘吉に強引に手籠めにされてしまう。
戻ってきた伊太郎はそれを知って怒り、勘吉一家に殴り込みをかけ、勘吉を切り捨てる。しかしお袖は、手籠めにされてしまった自分を伊太郎の前にさらしたくないと姿を消す。お袖を想う伊太郎は、1人、お袖を捜す旅に出るが、それはあまりにも過酷な旅であった。

## 書誌情報
- かわぐちかいじ 『銀狼に孤独をみた』 宙出版〈宙コミック文庫 漢文庫シリーズ〉、全3巻
  1. 2007年5月発売 ISBN 978-4-7767-9364-9
  2. 2007年8月発売 ISBN 978-4-7767-9376-2
  3. 2007年12月発売 ISBN 978-4-7767-9413-4